# 柯克曼 (愛荷華州)
柯克曼（英語：Kirkman）是一個位於美國愛荷華州謝爾比縣的城市。

## 地理
柯克曼的座標為41°43′44″N 95°16′00″W / 41.72889°N 95.26667°W，而該地的平均海拔高度為382米（即1253英尺）。

## 人口
根據2010年美國人口普查的數據，柯克曼的面積為0.73平方千米，當中陸地面積為0.73平方千米，而水域面積為0.00平方千米。當地共有人口64人，而人口密度為每平方千米87人。